# سر مخروطی‌ها
سر مخروطی‌ها (به انگلیسی: Coneheads) فیلمی محصول سال ۱۹۹۳ و به کارگردانی استیو بارون است. در این فیلم بازیگرانی همچون دن اکروید، جین کرتین، میشل برک، مایکل مک‌کین، دیوید اسپید، کریس فارلی، سینباد، مایکل ریچاردز، ادی گریفن، فیل هارتمن، آدام سندلر، جیسن الکساندر، لیزا جین پرسکی، دیو توماس، لرین نیومن، گرت موریس، درو کری، کوین نیلن، جن هوکس، پارکر پوزی، جوی لورن آدامز، جولیا سویینی، الن دی‌جنرس، تیم مدوز، ویپ هوبلی ایفای نقش کرده‌اند.